# Nicomede IV
Nicomede IV Filopatore (134 a.C. – 74 a.C.) fu l'ultimo re di Bitinia dal 94 a.C. al 74 a.C..
Era nipote di Nicomede II Epifane e successore di Nicomede III Evergete.

## Biografia
Re di Bitinia dal 94 al 74 a.C., nulla si sa di lui prima della sua ascesa al trono, se non la sua data di nascita, avvenuta nel 134 a.C. circa.
Durante il suo regno, ristabilì l'alleanza con Roma che era stata abbandonata dal suo predecessore.
Il fratello Socrate Cresto, in alleanza con Mitridate VI, lo spodestò dal trono con la prima guerra mitridatica (88-85 a.C.). Egli riuscì a rientrarne in possesso grazie all'aiuto di Silla e alla sua morte, per gratitudine, lasciò la Bitinia in eredità a Roma.
Alla sua corte fu ambasciatore il giovanissimo Gaio Giulio Cesare, incaricato dal propretore della provincia d'Asia Marco Minucio Termo di sollecitare Nicomede a inviare la promessa flotta destinata a dar man forte ai Romani nell'assedio del porto di Mitilene.
Tra gli agi della corte di Nicomede Cesare si trovò immediatamente a proprio agio: Nicomede da parte sua mostrò un debole per il giovane ufficiale e gli concesse senza discutere la flotta. Cesare così, una volta consegnate le navi di Nicomede a Minucio Termo, ritornò immediatamente da Nicomede, col pretesto di dover riscuotere certi denari in nome di un liberto suo cliente. La notizia del ritorno in Bitinia fece nascere a Roma i pettegolezzi più maliziosi: si disse infatti che Cesare avesse ottenuto così facilmente le navi da Nicomede perché si era donato a lui in un rapporto omosessuale pederastico (Cesare arrivato in Bitinia aveva 16 anni, mentre il sovrano 50). I nemici lo definirono perciò la “regina di Bitinia”.
La familiarità con re Nicomede IV procurò a Cesare per il resto della sua vita, pubblica e privata, grandi dileggi. Non ci fu infatti nemico o personaggio pubblico che non cogliesse l'occasione, anche a distanza di anni, per fare della maldicenza a proposito dei rapporti particolari fra il giovane Cesare e il re di Bitinia. Cesare veniva di volta in volta definito “rivale della regina di Bitinia”, “stalla di Nicomede” o anche “bordello di Bitinia”, appellativo tipico dei prostituti.
Marco Calpurnio Bibulo, collega di Cesare nel consolato del 59, riprendendo la vecchia accusa che lo dipingeva come "regina di Bitinia", per attaccare la sfrenata ambizione di Cesare che manifestava tendenze monarchiche, affermò: “Questa regina, una volta aveva voluto un re, ora vuole un regno”. I legionari, il giorno del trionfo di Cesare sui Galli, seguendo il costume che consentiva ai soldati di indirizzare il giorno del trionfo versi piccanti e scurrili al proprio comandante, intonarono un canto che suonava più o meno così:
(Svetonio, Vita di Cesare.)
Lo stesso Cicerone, riferendosi ai fatti di Bitinia, scriveva nelle sue lettere che con Nicomede IV Cesare “aveva perso il fiore della giovinezza” e un giorno, in Senato, durante una seduta in cui Cesare per perorare la causa di Nisa, figlia di Nicomede, ricordava i benefici ricevuti da quel re, Cicerone pubblicamente lo interruppe esclamando: «Lascia perdere questi argomenti, ti prego, poiché nessuno ignora che cosa egli ha dato a te e ciò che tu hai dato a lui».
Uno dei suoi ultimi atti come re di Bitinia, nel 74 a.C., fu lasciare l'intero regno in eredità a Roma. Il senato romano approvò la donazione e dichiarò la Bitinia una nuova provincia romana. Il vecchio nemico di Roma Mitridate VI, aveva però altri piani per il territorio, e la morte di Nicomede IV portò inevitabilmente allo scoppio della terza guerra mitridatica.